# Xadrez Avalanche
Xadrez Avalanche (em inglês:  Avalanche chess) é uma variante do xadrez desenvolvida por Ralph Betza em 1977.

## Regras
As peças se movimentam de acordo com as regras do xadrez exceto que, ao mover uma de suas peças o jogador deve mover um dos peões do adversário.  Não é pertimido capturar sua própria peça com o peão adversário e não é permitido mover dois espaços à frente.  Se o movimento do peão o promover, o adversário escolhe a peça e, caso não for possível mover um peão o jogo prossegue normalmente.  Se ao mover o peão adversário, o jogador se colocar em xeque, perde o jogo imediatamente.